# Первая (река, впадает в Охотское море)
Первая — река на полуострове Камчатка в России.
Длина реки — 44 км. Протекает по территории Соболевского района Камчатского края. Впадает в Охотское море.

## Данные водного реестра
По данным государственного водного реестра России относится к Анадыро-Колымскому бассейновому округу. Код объекта в государственном водном реестре — 19080000212120000030058.